# Peter Coyote
Peter Coyote (nascido Robert Peter Cohon; Nova Iorque, 10 de outubro de 1941) é um ator, diretor, autor, roteirista e narrador americano de filmes, teatro, televisão e audiolivros. Ele ficou conhecido por seu trabalho nos filmes E.T. - O Extraterrestre (1982), Cross Creek (1983), Jagged Edge (1985), Lua de Fel (1992), Kika (1993), Patch Adams (1998), Erin Brockovich (2000), A Walk to Remember (2002), Hemingway & Gellhorn (2012) e Good Kill (2014). Ele foi a "Voz do Óscar" na 72ª Cerimônia da Academia.

## Filmografia

### Ator
- Alcatraz: The Whole Shocking Story (1980) como Lt. Micklin
- Die Laughing (1980) como Davis
- Southern Comfort (1981) como Sergeant Poole
- Isabel's Choice (1981 filme para TV) como Wynn Thomas
- Timerider: The Adventure of Lyle Swann (1982) como Porter Reese
- E.T. the Extra-Terrestrial (1982) como Keys
- Endangered Species (1982) como Steele
- Strangers' Kiss (1983) Stanley, the Director
- Cross Creek (1983) como Norton Baskin
- Slayground (1983) como Stone
- Heartbreakers (1984) como Arthur Blue
- The Legend of Billie Jean (1985) como Det. Larry Ringwald
- Jagged Edge (1985) como Thomas Krasny
- The Blue Yonder (1985) como Max Knickerbocker
- Outrageous Fortune (1987) como Michael Sanders
- Un homme amoureux (1987) como Steve Elliott
- Echoes in the Darkness (1987) como William Bradfield Jr.
- Heart of Midnight (1988) como Sharpe/Larry
- The Man Inside (1990) como Henry Tobel
- A Grande Arte - American title is Exposure (1991) como Mr. Peter Mandrake
- Keeper of the City (1991) como Frank Nordhall
- Road to Avonlea (1991) como Romney Penhallow
- Bitter Moon (1992) como Oscar
- Kika (1993) como Nicholas
- That Eye, the Sky (1994) como Henry Warburton
- Breach of Conduct (1994) como Col. Andrew Case
- Moonlight and Valentino (1995) como Paul
- Buffalo Girls (1995) como Buffalo Bill Cody
- Unforgettable (1996) como Don Bresler
- Murder in My Mind (1997) como Arthur Lefcourt
- Road Ends (1997) como Gene Gere
- Sphere (1998) como Captão Harold C. Barnes
- Two for Texas (1998) como Jim Bowie
- Patch Adams (1998) como Bill Davis
- Route 9 (1998) como Sheriff Dwayne Hogan
- Random Hearts (1999) como Cullen Chandler
- Execution of Justice (1999) como Harvey Milk
- More Dogs Than Bones (2000) como Det. Darren Cody
- Erin Brockovich (2000) como Kurt Potter
- Jack the Dog (2001) como Alfred Stieglitz
- Midwives (2001) como Stephen Hastings
- Femme Fatale (2002) como Watts
- A Walk to Remember (2002) como Rev. Sullivan
- Bon Voyage (2003) como Alex Winckler
- The Hebrew Hammer (2003) como JJL Chief Bloomenbergensteinenthal
- Deadwood (2004) como General Crook
- Law & Order: Trial by Jury (2005) como Mike LaSalle
- Independent Lens (2005–2009) como Narrador
- The Inside (2005) como Special Agent Webster
- Deepwater (2005) como Herman Finch
- A Little Trip to Heaven (2005) como Frank
- Return of the Living Dead: Necropolis (2005) como Charles
- Return of the Living Dead: Rave to the Grave (2005) como Charles
- Commander in Chief (2005–2006) como Warren Keaton
- The 4400 (2004–2006) como Dennis Ryland
- Behind Enemy Lines II: Axis of Evil (2006) como Presidente Manning
- Law & Order: Criminal Intent (2001–2011).
- Brothers & Sisters (2007) como Mark August
- Five Dollars a Day (2008) como Bert Kruger
- Dr. Dolittle: Tail to the Chief as Presidente Sterling
- All Roads Lead Home (2008) como Hock
- NCIS (2008) como Ned Quinn
- The Lena Baker Story (2008) como Elliot Arthur
- FlashForward (2009) como President Dave Segovia
- This Is Not a Movie (2010) como CEO de Propaganda
- Last Will (2011) como Judge Garner
- The Gundown (2011) como Tom Morgan
- Stage Left: A Story of Theater in the Bay Area (2011) como ele mesmo
- La Rançon de la gloire (2014) como John Crooker
- Good Kill (2014) como Langley (voz)
- Blue Bloods (2015) como Senator McCreary
- Eva & Leon (2015) como Le père d'Eva
- No Deposit (2015) como Police Chief Williams
- The Disappearance (2017) como Henry Sullivan
- 1 Mile to You (2017) como Prin. Umber
- The Comey Rule (2020) como Robert Mueller
- The Real Activist (2020) como ele mesmo
- The Girl Who Believes in Miracles (2021) como Sam Donovan

### Narrador
- The UFO Experience, (1982)
- Zen Mind, Beginner's Mind (1988)
- Waldo Salt: A Screenwriter's Journey (1990)
- Hatchet by Gary Paulsen
- The Education of Little Tree by Forrest Carter
- Contrary Warriors
- The Breathtaker by Alice Blanchard
- The Teachings of Don Juan: A Yaqui Way of Knowledge
- The Studio System, American Cinema, New York Center for Visual History (1994)
- National Geographic: Cyclone! (1995)
- The West (1996)
- 21st Century Jet: The Building of the Boeing 777 (1996)
- Survivors of the Skeleton Coast (1997)
- Video Justice: Crime Caught on Tape (1997)
- World's Scariest Police Chases (1997)
- The History of Sex (1999)
- Rome: Power & Glory (1999)
- National Geographic: The Battle For Midway (1999)
- In the Light of Reverence (2001)
- Color of War
- Out of the Blue (2002)
- The Shapes of Life: Origins (2002)
- The Four Agreements: A Practical Guide to Personal Freedom
- The Fifth Agreement: A Practical Guide to Self-Mastery
- Oil on Ice (2004)
- The Voice of Knowledge: A Practical Guide to Inner Peace (Toltec Wisdom) (2004)
- Kursk: A Submarine In Troubled Waters (2004)
- National Geographic: Guns, Germs, and Steel (2005)
- Enron: The Smartest Guys in the Room (2005)
- Understanding: Extraterrestrials
- The Tribe (2005)
- National Geographic Explorer – Journey to an Alien Moon
- National Geographic: Lost Treasures of Afghanistan (2006)
- National Geographic: The Gospel of Judas (2006)
- The War Prayer (2006)
- Fog City Mavericks (2007)
- Hippies (2007)
- Stealing America: Vote by Vote (2008)
- Torturing Democracy (2008)
- What If Cannabis Cured Cancer
- Illicit: The Dark Trade (2008)
- National Geographic Explorer: Congo Bush Pilots (2008)
- Gray Eagles (2009)
- National Geographic Explorer (2009)
- National Geographic Explorer: The Virus Hunters (2009)
- National Geographic Explorer: Inside Guantanamo Bay (2009)
- The National Parks: America's Best Idea (2009)
- Full Color Football: The History of the American Football League (2009)
- Reclaiming Their Voice: The Native American Vote in New Mexico & Beyond (2009)
- For the Rights of All: Ending Jim Crow in Alaska
- The Top 100: NFL's Greatest Players (2010)
- Connected: An Autoblogography About Love, Death, & Technology (2011)
- I Am Fishead: Are Corporate Leaders Psychopaths?
- NHL 36: Patrick Kane (2011)
- NHL 36: Patrice Bergeron (2011)
- Prohibition by Ken Burns (2011)
- White Water, Black Gold (2011)
- NHL 36: Niklas Lidstrom (2012)
- NHL 36: Mike Richards (2012)
- NHL 36: James Neal (2012)
- The Dust Bowl (2012)
- PBS: The Ghost Army (2013)
- Oregon Experience: Hanford (2013)
- Big Bend: Life on the Edge (2013)
- PBS: The Roosevelts: An Intimate History by Ken Burns (2014)
- Pretty Slick by James Fox (2014)
- Sands of War (2015)
- The Illusionists by Elena Rossini (2015)
- PBS (KUED): Unspoken: America's Native American Boarding Schools (2016)
- The Vietnam War by Ken Burns and Lynn Novick (2017)
- PBS: Moscone: A Legacy of Change (2018)
- The Etruscan Smile (2018)
- PBS: Country Music (2019)
- PBS: Hemingway (2021)